# علی احمد خان
امیر علی احمد خان (۱۸۸۳–۱۹۲۹) دوبار به شکل کوتاه مدت در سلسله دودمان بارک‌زایی امارت نموده است. بار اول در ۱۷ ژانویه ۱۹۲۹ در جلال آباد توسط نقیب صاحب که یک متنفذ روحانی بود به عنوان امیر افغانستان اعلام شد و خطبه امارت بنامش خوانده شد اما به‌تاریخ ۱۹ فوریه ۱۹۲۹ در جگدلک توسط قوای حبیب الله کلکانی شکست خورد. نامبرده بار دوم در ۲۳ ژوئن ۱۹۲۹ در قندهار توسط مولوی عبدالواسع قندهاری امیر افغانستان اعلان شد. ولی دوباره توسط قوای حبیب الله کلکانی در هنگام تصرف قندهار به تاریخ ۳ ژوئن ۱۹۲۹ دست گیر شد و به‌تاریخ ۱۱ ژوئیه ۱۹۲۹ به سن ۴۶ سالگی توسط حبیب الله کلکانی در کابل به دهنه توپ بسته شد. علی احمد خان قبل از امارات کوتاه مدتش یک سیاست‌‌مدار مدبر افغانستانی از طایفه پشتون بارک‌زایی متعلق به خانواده شاغاسی‌خیل بود که به القاب (لوی‌ناب) و (تاج افغان) نیز یاد شده‌است. پدرش خوشدل خان لوی‌ناب در جنگ میوند معاون قومندان بود و جدش لوی‌ناب شیردل خان شاغاسی فرزند سردار میرداد خان بارک‌زایی یکی از اراکین بلند پایه از آغاز سلسله بارکزائی، بلخصوص در عصر امیر شیر علی خان بود.

## منابع

پرچم امیر علی احمد خان در دو بار امارت کوتاهش.